# Холщебинка
Холщебинка — село в Бологовском районе Тверской области. Входит в состав Березорядского сельского поселения. Расположено на левом берегу реки Мста. Постоянное население 9 чел[когда?]

.
Ближайшие населённые пункты: деревни Бели, Борок, Кожино и Ножкино.

## Население
| 2010 |
| ---- |
| 10   |

## История
До постройки своей церкви деревня Холщебинка (прежнее название Холшебинка) относилась к приходу церкви во имя Рождества Пресвятой Богородицы Сеглинского погоста.
В 1879 году в деревне Холщебинка насчитывается 78 крестьянских дворов и 1 двор лиц другого сословия. В 134 домах проживают по семейным спискам 419, а по приходским сведениям — 397 человек. Селение было крупным и в нём имеются: маслобойня, красильня, кожевенный завод, 1 ветряная и 1 водяная мельницы, питейный дом и мелочная лавка. В пользовании крестьян находилось 1025 десятин надельной и покупной земли.
В 1889 году 30 июля (ст. ст.) в Холщебинке произошла закладка храма во имя святого князя Александра Невского. Построена в 1891 году. После постройки храма Холщебинка стала называться селом Ново-Александровским. Инициатором постройки храма был уроженец села, купец 2 гильдии, потомственный почетный гражданин (с 1898 г.) Иван Матвеевич Бакланов при участии его друзей и доброхотных жертвователей. На месте закладки храма, благочинным 3-го Валдайского округа, Петром Алексеевичем Веселовым было совершенно торжественное богослужение с крестным ходом.
Проект храма составил местный епархиальный архитектор. Образа для иконостаса написал архитектор-академик Алексей Петрович Гоман, также по его рисунку изготовлен иконостас в мастерской Абросимова в Санкт-Петербурге. Также был разрешен бесплатный провоз пожертвований и строительного материала 1500 пудов по Николаевской и Рыбинско-Бологовской железным дорогам.
В ведомостях 1914 года церковь значится как Холшебинская Валдайского уезда Новгородской епархии в селе Ново-Александровском.
К церкви была приписана 1 церковь в 1 версте от села на кладбище и 5 часовен. Кладбищенская церковь во имя св. Ильи Пророка построена в 1914 году. Стиль постройки имеет закарпатские черты.
Для священнослужителей на церковной усадебной земле в 1891 году тщанием И. М. Бакланова был построен дом. Также церкви принадлежали другие здания: церковно-приходская школа, сторожка, дровяной сарай, хлебный амбар, скотный двор и баня.
В приходе было 2 школы: земская в 1,5 версты и церковно-приходская, рядом с храмом. Законоучитель священник Петр Иванович Бакланов (1881 г. р.) в церковной школе с 1903 года, в земской с 1909 года. В церковно-приходской школе в 1914 году обучались 35 мальчиков и 23 девочки.
Церковный староста при церкви с 1913 года крестьянин деревни Белей Димитрий Степанов.
До настоящего времени храм не сохранился, по воспоминаниям очевидцев, он был разобран в 1940 году.
В «Списках населенных мест Валдайского уезда за 1909 год» деревня не значится, возможно из-за переименования.
В 1931 году в деревне организован колхоз «Красный Холщебинец».
В единственном двухэтажном здании была размещена начальная школа, затем — клуб. Деревня являлась центром Холщебинского сельсовета, работали почта и фельдшерский пункт.
В годы Великой Отечественной войны погибло 25 деревенских жителей.
При укрупнении колхозов с 1952 года хозяйство влилось в колхоз «Путь Ленина» (центр — деревня Бели), а в 1965 году — во вновь организованный совхоз «Сеглинский».
В настоящее время деревня находится на землях СПК «Мста», в ней насчитывается 37 домов. В летнее время население пополняется за счет дачников. Административных зданий и учреждений в населенном пункте нет. За деревней расположено кладбище, на котором развалины деревянной кладбищенской церкви.

## Известные люди
В Холщебинке родился артист балета, мастер пантомимы Петр Михайлович Бакланов (1884—1975). Сын отставного офицера Лейб-Гвардии Егерского полка Михаила Матвеевича Бакланова. В 1902 г. окончил Петроградское театральное училище (ученик П. Гердта, А. Ширяева, Н. Легата). В 1910 выступал в труппе A. Павловой в Лондоне. В 1902—1952 артист Мариинского театра — ГАТОБа — Театра им. Кирова. Педагог и балетмейстер в Ленинградском ТЮЗе.